# I am an Astronaut
I am an Astronaut är en sång som spelades in av den brittiske sångaren Ricky Wilde 1972, då han var elva år gammal. Den är skriven av Rickys far, Marty Wilde samt Peter Shelley.
Den svenska punkrocksgruppen Charta 77 spelade 1988 in sången på sitt album White Face, en version som också återfinns på gruppens samlingsalbum Bly. "I am an Astronaut" spelades 2006 in som cover av gruppen Snow Patrol för Colours Are Brighter, ett samlingsalbum för Rädda barnen. Den fanns också som B-sida till gruppens singel Open Your Eyes.
1973 spelade den norska barn-artisten Anne Mette Torp och Terje Fjærns orkester in sången med norsk text av Eivind Torp och titeln "Jeg er en astronaut". Samma år spelade hon även in sången på svenska med titeln "Jag är en astronaut" som då gavs ut på singel med "Jag skulle önska" som B-sida. S. Carlberg anges som upphovsman till den svenska texten då den 1974 spelas in av barn från Boo-Nacka musikskola under ledning av Marianne Ottosson, Katarina och Karin Stigmark, Claes Dieden och Göran Wiklund och ges ut på albumet Barnens bästisar från samma år.
På engelska handlar texten om ett barn som leker olika äventyrslekar en sen kväll, bland annat att det är en astronaut. På svenska och norska handlar texten enbart om att barnet leker att det är en astronaut.
1985 spelades sången in på svenska av den då nio år gamla Linus Wahlgren. Texten hade då ändrats av Tommy Ekman, bland annat hade refrängens "Nu har jag landat och kanske strandat" ersatts av "Han är tuffing, en riktig liten hårding". År 2006 släppte Linus Wahlgrens systerson Benjamin Wahlgren Ingrosso, också han vid nio års ålder, en egen singelinspelning av Jag är en astronaut med samma text. På B-sidan finns Hej Sofia.
Det finns även en helt annan svensk text till sången; som handlar om att man ska se upp för bilarna i trafiken, och inleds med orden "När jag går ut och går...".